# روي آن
روي آن (بالصينية: 瑞恩) هي مغنية وممثلة صينية، ولدت في 29 يناير 1981 في سنغافورة.

## وصلات خارجية
- روي آن على موقع IMDb (الإنجليزية)
- روي آن على موقع ميوزك برينز (الإنجليزية)
- روي آن على موقع قاعدة بيانات الفيلم (الإنجليزية)